# Ценова, Валерия Стефановна
Валерия Стефановна Ценова (20 октября 1960 — 17 августа 2007, Москва) — российский музыковед-теоретик и преподаватель, профессор Московской консерватории имени П. И. Чайковского, доктор искусствоведения, член Союза композиторов Российской Федерации.

## Биография
В 1980 г. окончила Музыкальное училище при Московской консерватории, в 1985 г. — теоретико-композиторский факультет Московской консерватории (класс Юрия Николаевича Холопова). Дипломная работа: «Музыкально-теоретические проблемы творчества московских композиторов первой половины 1980-х годов». В 1989 г. окончила аспирантуру консерватории и защитила кандидатскую диссертацию: «Проблемы музыкальной композиции в творчестве московских композиторов 1980-х годов» (научный руководитель — Ю. Н. Холопов). В 2000 г. защитила докторскую диссертацию: «Числовые тайны музыки Софии Губайдулиной» (опубликована в виде книги, 2000). С 1990 преподавала на кафедре теории музыки Московской консерватории. С 2001 г. профессор.